# Kennedy Mweene
Kennedy Mweene (Lusaka, 11 december 1984) is een Zambiaans voetballer die als doelman speelt.
Mweene speelde voor Lusaka Dynamos en Kitwe United voor hij in 2006 bij Free State Stars uit Zuid-Afrika kwam. In 2013 ging hij naar Mamelodi Sundowns FC. Hij neemt ook af en toe penalty's. Sinds 2004 speelt hij voor het Zambiaans voetbalelftal waarmee hij de African Cup of Nations 2012 won. Op 25 Januari 2013 scoorde Mweene zijn eerste goal voor Zambia, een penalty in de 85e minuut waardoor Zambia op 1-1 kwam en zo een punt won voor de groepsfase van de Afrika cup 2013.